# Brieulles-sur-Meuse
Brieulles-sur-Meuse ist eine französische Gemeinde mit 311 Einwohnern (Stand: 1. Januar 2022) im Département Meuse in der Region Grand Est (vor 2016: Lothringen). Die Gemeinde gehört zum Arrondissement Verdun und zum Kanton Stenay. Die Einwohner werden Brieulans genannt.

## Geographie
Brieulles-sur-Meuse liegt etwa 30 Kilometer nordnordwestlich von Verdun an der Maas (frz. Meuse). Umgeben wird Brieulles-sur-Meuse mit den Nachbargemeinden Cléry-le-Grand im Nordwesten und Norden, Cléry-le-Petit im Norden, Liny-sur-Dun im Nordosten und Osten, Vilosnes-Haraumont im Osten, Dannevoux im Südosten und Süden, Septsarges im Süden, Nantillois im Südwesten sowie Cunel im Westen.

## Bevölkerungsentwicklung
| Jahr                       | 1962 | 1968 | 1975 | 1982 | 1990 | 1999 | 2006 | 2011 | 2019 |
| Einwohner                  | 532  | 482  | 431  | 391  | 356  | 322  | 332  | 335  | 305  |
| Quellen: Cassini und INSEE |      |      |      |      |      |      |      |      |      |

## Sehenswürdigkeiten
- Kirche Sainte-Vierge-de-l’Assomption, 1774 erbaut
- Priorat der Prämonstratenser mit Kapelle von 1751, Monument historique seit 1994
- Französischer Nationalfriedhof
- Deutsche Soldatenfriedhöfe in Brieulles-sur-Meuse und in Cheppy

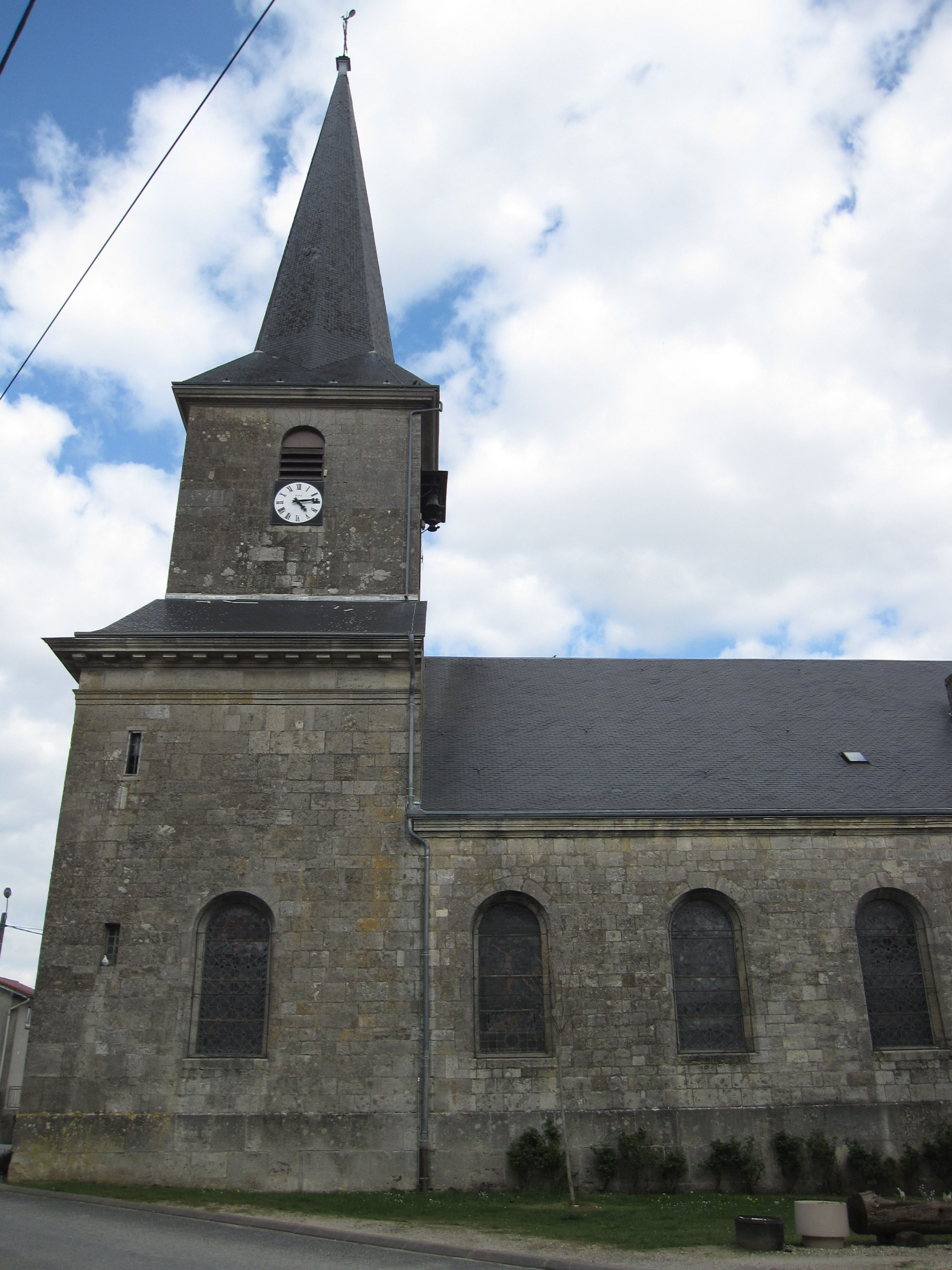
Kirche Sainte-Vierge-de-l’Assomption
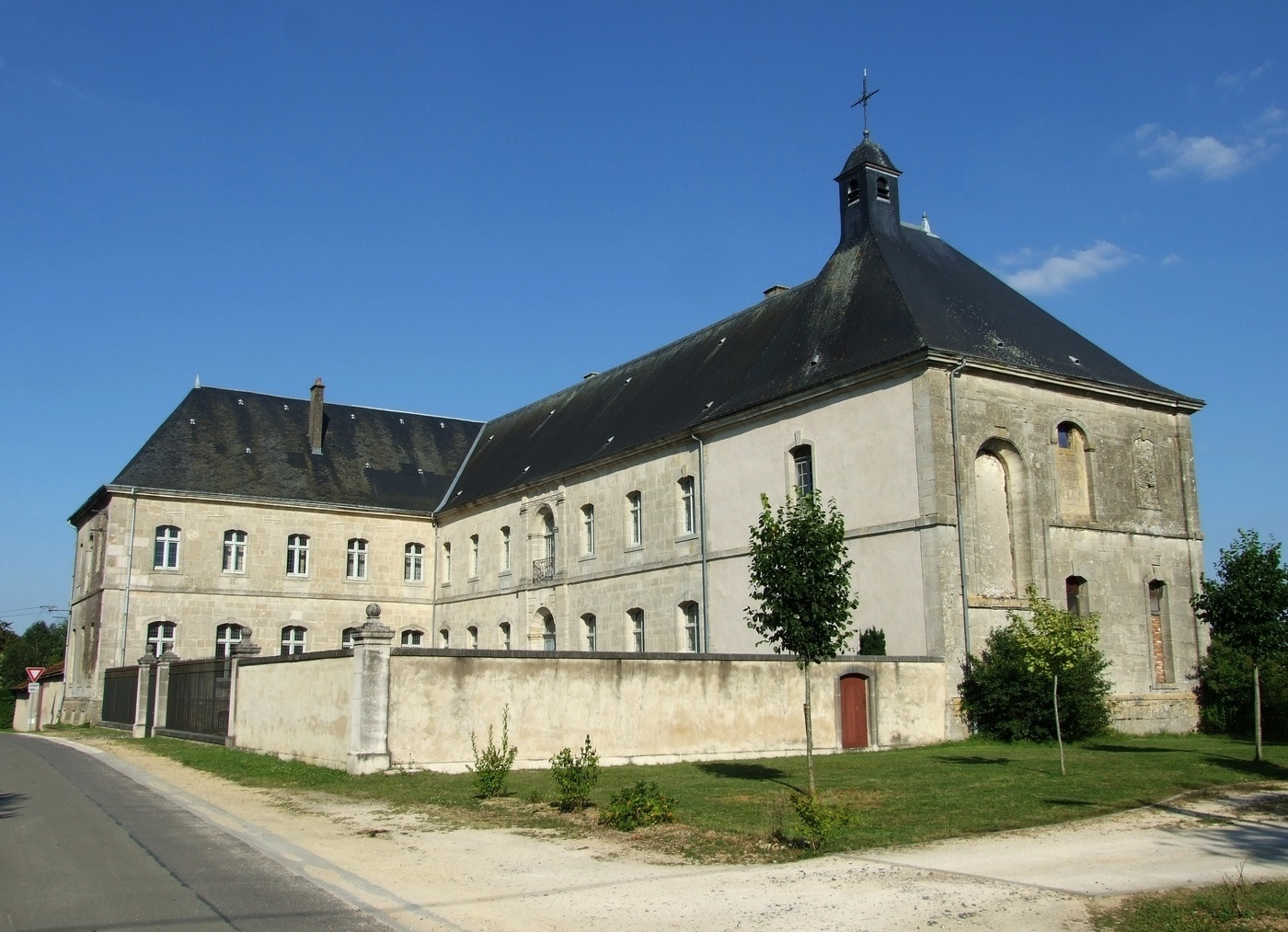
Prämonstratenserpriorat
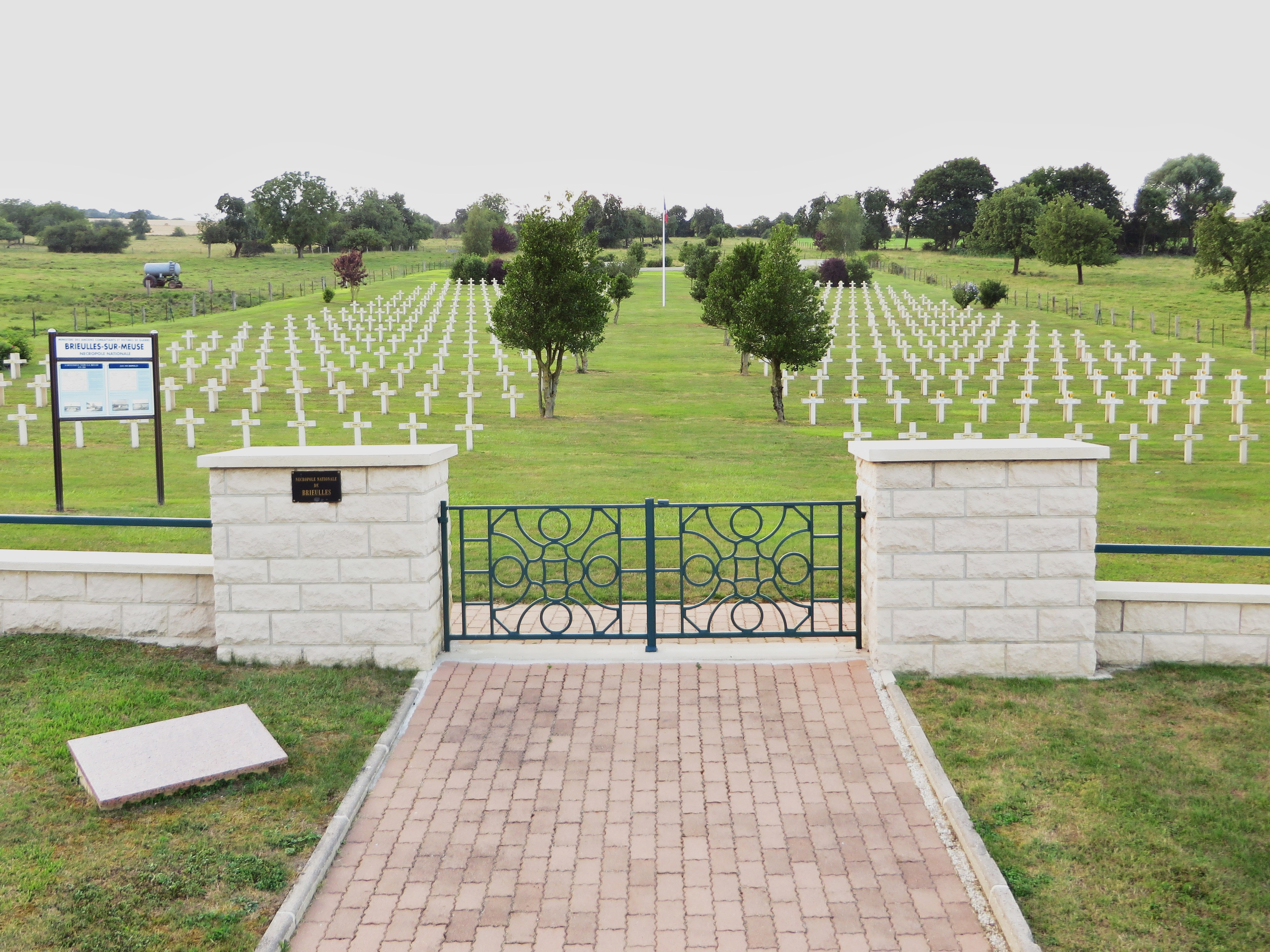
Französischer Nationalfriedhof
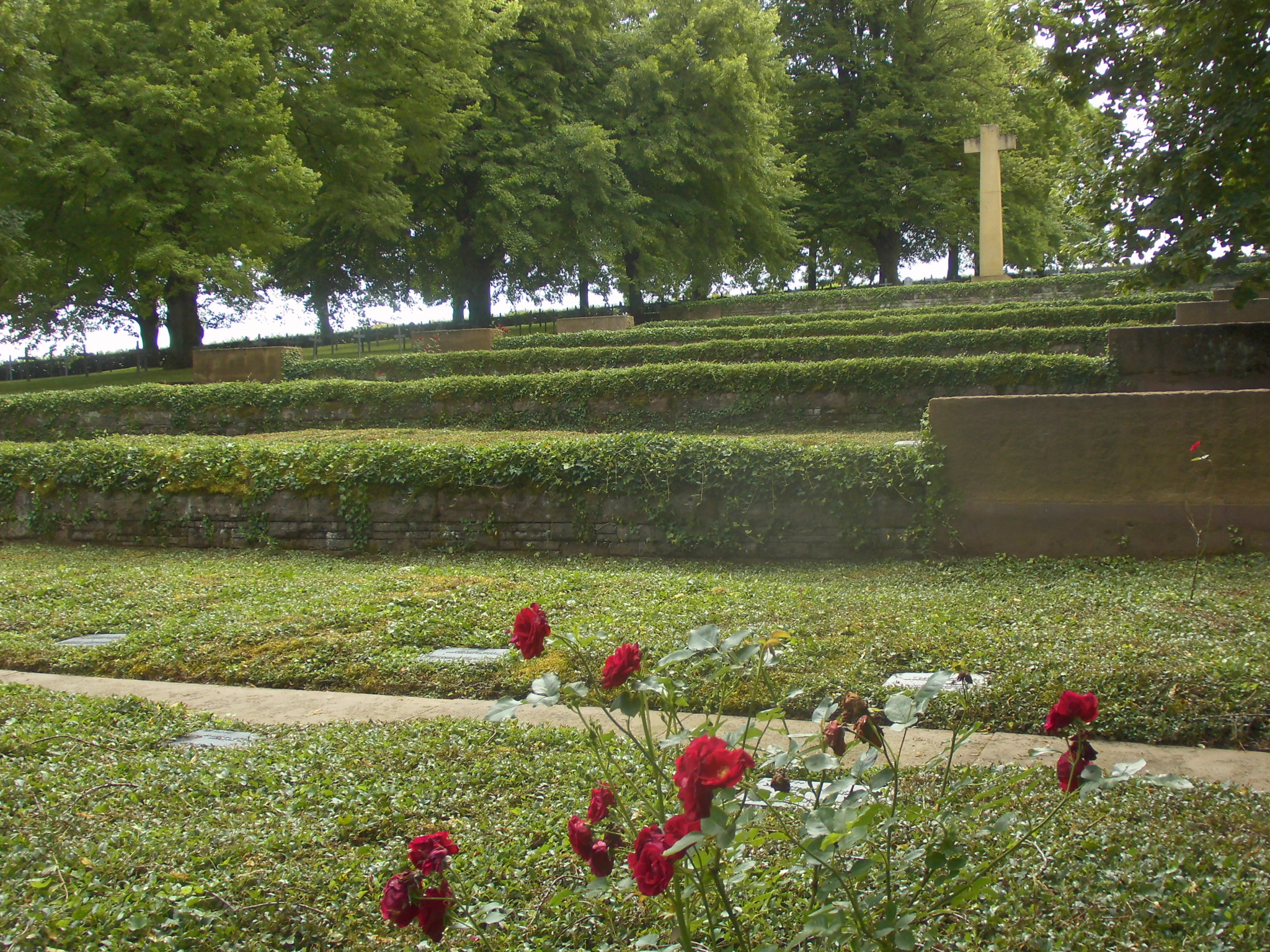
Deutscher Soldatenfriedhof